# Конде-ан-Бри (кантон)
Конде-ан-Бри (фр. Condé-en-Brie) — упраздненный кантон во Франции, регион Пикардия. Департамент кантона — Эна. Входил в состав округа Шато-Тьерри. Население кантона на 2011 год составляло 8 797 человек.
Код INSEE кантона — 0210. Всего в кантон Конде-ан-Бри входило 27 коммун, из них главной коммуной являлась Конде-ан-Бри.

## Коммуны кантона
В состав кантона входили коммуны (население по данным Национального института статистики за 2011 г.):
- Артонж — 193 чел.
- Барзи-сюр-Марн — 386 чел.
- Больн-ан-Бри — 275 чел.
- Виффор — 334 чел.
- Жольгон — 663 чел.
- Конде-ан-Бри — 659 чел.
- Коннижи — 320 чел.
- Крезанси — 1 125 чел.
- Курбуэн — 300 чел.
- Куртмон-Варен — 293 чел.
- Ла-Сель-су-Монмирай — 115 чел.
- Ла-Шапель-Монтодон — 188 чел.
- Марше-ан-Бри — 275 чел.
- Мези-Мулен — 529 чел.
- Монлевон — 259 чел.
- Монтиньи-ле-Конде — 82 чел.
- Монтюрель — 147 чел.
- Парньи-ла-Дюи — 175 чел.
- Пасси-сюр-Марн — 156 чел.
- Рёйи-Совиньи — 226 чел.
- Розуа-Бельваль — 105 чел.
- Сель-ле-Конде — 77 чел.
- Сент-Аньян — 103 чел.
- Сент-Эжен — 244 чел.
- Трелу-сюр-Марн — 981 чел.
- Фонтенель-ан-Бри — 223 чел.
- Шартев — 364 чел.

## Экономика
Структура занятости населения:
- сельское хозяйство — 29,6 %
- промышленность — 12,1 %
- строительство — 9,6 %
- торговля, транспорт и сфера услуг — 24,9 %
- государственные и муниципальные службы — 23,8 %

Уровень безработицы (2011 год) — 11,2 % (Франция в целом — 12,8 %, департамент Эна — 15,9 %).

Среднегодовой доход на 1 человека, евро (2011 год) — 24 945 (Франция в целом — 25 140, департамент Эна — 21 148).

## Политика
На президентских выборах 2012 г. жители кантона отдали в 1-м туре Николя Саркози 27,8 % голосов  против  27,5 % у Марин Ле Пен и 19,7 % у Франсуа Олланда, во 2-м туре в кантоне победил Саркози, получивший 56,7 % (2007 г. 1 тур: Саркози — 33,5 %, Жан-Мари Ле Пен — 17,8 %; 2 тур: Саркози — 60,0 %). На выборах в Национальное собрание в 2012 г. по 5-му избирательному округу департамента Эна они поддержали действовавшего депутата, кандидата партии Союз за народное движение Изабель Вассёр, получившую 37,1 % голосов в 1-м туре и 43,8 % голосов — во 2-м туре (из трех кандидатов).
|  | Кандидат     | Партия                    | % голосов |
|  | ------------ | ------------------------- | --------- |
|  | Эрик Манжен  | Союз за народное движение | 55,42     |
|  | Клод Жакен   | Прочие левые              | 21,18     |
|  | Мирей Шеве   | Национальный фронт        | 13,11     |
|  | Бернар Лефор | Коммунистическая партия   | 10,29     |